# Iuhetibu Fendi

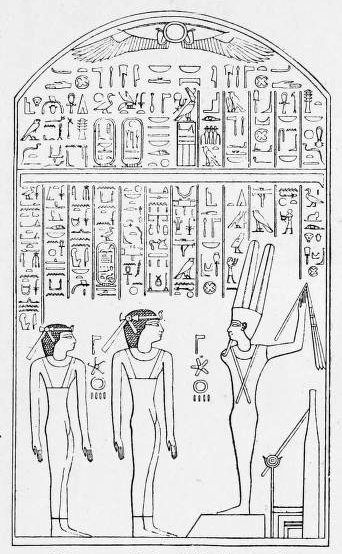
Stele der Iuhetibu Fendi und der Dedetanqet

Iuhetibu Fendi war eine altägyptische Königstochter der 13. Dynastie. In einer Felsinschrift erscheint sie als Tochter von Sechem-Re sewadj-taui Sobekhotep. Ihre Mutter war die Königsgemahlin Neni. Ihre Schwester war die Königstochter Dedetanqet.
Iuhetibu Fendi muss eine besondere Rolle am Königshof gespielt haben. Auf einer Stele im Louvre erscheint sie zusammen mit ihrer Schwester Dedetanqet. Ihr Name ist mit einer Kartusche geschrieben. Der Name ihrer Schwester dagegen nicht. Kartuschen waren bis dato nur für die Namen von Königen bestimmt. Erst am Ende der 12. Dynastie wurde der Name der Königstochter Neferuptah in einer Kartusche geschrieben. Iuhetibu Fendi ist die zweite Frau, der dieses Privileg gewährleistet wurde. Später, am Ende der 13. Dynastie und dann im Neuen Reich, wurde es zur Regel, dass zumindest die Hauptgemahlinnen des Königs ihren Namen in einer Kartusche geschrieben hatten.